# Bocejo

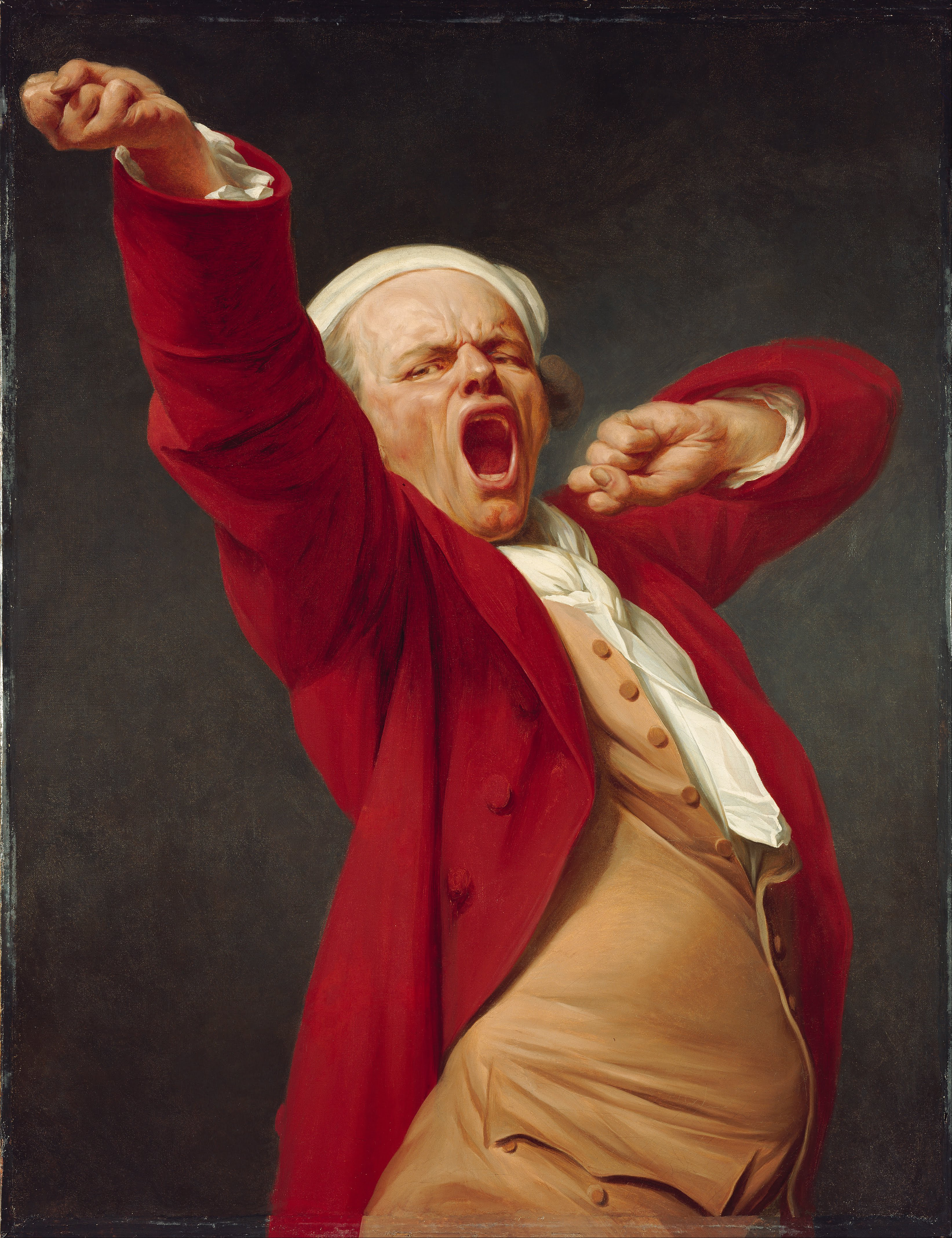
Joseph Ducreux pandiculando (bocejando e se espreguiçando); auto-retrato c. 1783

Um bocejo é um reflexo que consiste na inalação simultânea de ar e no estiramento dos tímpanos, seguido por uma exalação de ar. Muitas espécies animais, incluindo pássaros e peixes, bocejam.
O bocejo (oscitação) ocorre com mais frequência em adultos imediatamente antes e depois do sono, durante atividades tediosas e também como resultado de sua qualidade contagiosa. É comumente associado a cansaço, estresse, sonolência, tédio ou até mesmo fome. Em humanos, o bocejo costuma ser desencadeado pela percepção de que outras pessoas estão bocejando (por exemplo, ver uma pessoa bocejando ou falar com alguém que está bocejando ao telefone). Este é um exemplo típico de feedback positivo. Este bocejo "contagioso" também foi observado em chimpanzés, cães, gatos, pássaros e répteis e pode ocorrer entre membros de espécies diferentes. Aproximadamente vinte razões psicológicas para o bocejo foram propostas por estudiosos, mas há pouco acordo sobre a primazia de qualquer uma delas.